# Canadian Open 2018
Il Canadian Open 2018, noto anche come Rogers Cup presented by National Bank (in francese: Coupe Rogers présentée par Banque Nationale) o più semplicemente Rogers Cup 2018 per motivi di sponsorizzazione, è stato un torneo di tennis giocato sul cemento. È stata la 128ª edizione del torneo maschile e la 117ª di quello femminile, che fa parte della categoria ATP Tour Masters 1000 nell'ambito dell'ATP World Tour 2018, e della categoria WTA Premier 5 nell'ambito del WTA Tour 2018. Il torneo maschile si è giocato all'Aviva Centre di Toronto, quello femminile all'Uniprix Stadium di Montréal, entrambi dal 6 al 12 agosto 2018.

## Partecipanti ATP

### Teste di serie
| Nazionalità | Giocatore             | Ranking* | Testa di serie |
| ----------- | --------------------- | -------- | -------------- |
| Spagna      | Rafael Nadal          | 1        | 1              |
| Germania    | Alexander Zverev      | 2        | 3              |
| Argentina   | Juan Martín del Potro | 4        | 3              |
| Sudafrica   | Kevin Anderson        | 6        | 4              |
| Bulgaria    | Grigor Dimitrov       | 5        | 5              |
| Croazia     | Marin Čilić           | 7        | 6              |
| Austria     | Dominic Thiem         | 8        | 7              |
| Stati Uniti | John Isner            | 9        | 8              |
| Serbia      | Novak Đoković         | 10       | 9              |
| Belgio      | David Goffin          | 11       | 10             |
| Argentina   | Diego Schwartzman     | 12       | 11             |
| Spagna      | Pablo Carreño Busta   | 13       | 12             |
| Stati Uniti | Jack Sock             | 19       | 13             |
| Italia      | Fabio Fognini         | 14       | 14             |
| Spagna      | Roberto Bautista Agut | 15       | 15             |
| Australia   | Nick Kyrgios          | 17       | 16             |

* Le teste di serie sono basate sul ranking al 30 luglio 2018

### Altri partecipanti
I seguenti giocatori hanno ricevuto una wild card per il tabellone principale:
- Félix Auger-Aliassime
- Peter Polansky
- Vasek Pospisil
- Stan Wawrinka

I seguenti giocatori sono passati dalle qualificazioni:

- Evgenij Donskoj
- Ryan Harrison
- Pierre-Hugues Herbert
- Il'ja Ivaška
- Bradley Klahn
- Daniil Medvedev
- Yoshihito Nishioka

I seguenti giocatori sono entrati in tabellone come lucky loser:
- Mirza Bašić
- Mackenzie McDonald
- Michail Južnyj

### Ritiri
Prima del torneo
- Roberto Bautista Agut → sostituito da  Mackenzie McDonald
- Tomáš Berdych → sostituito da  Yūichi Sugita
- Chung Hyeon → sostituito da  Mirza Bašić
- Juan Martín del Potro → sostituito da  Michail Južnyj
- Roger Federer → sostituito da  Jérémy Chardy
- Richard Gasquet → sostituito da  Matthew Ebden
- Philipp Kohlschreiber → sostituito da  Márton Fucsovics
- Leonardo Mayer → sostituito da  Benoît Paire
- Gaël Monfils → sostituito da  Frances Tiafoe
- Andreas Seppi → sostituito da  João Sousa

Durante il torneo
- Yoshihito Nishioka

## Partecipanti WTA

### Teste di serie
| Nazionalità | Giocatrice         | Ranking* | Testa di serie |
| ----------- | ------------------ | -------- | -------------- |
| Romania     | Simona Halep       | 1        | 1              |
| Danimarca   | Caroline Wozniacki | 2        | 2              |
| Stati Uniti | Sloane Stephens    | 3        | 3              |
| Germania    | Angelique Kerber   | 4        | 4              |
| Ucraina     | Elina Svitolina    | 5        | 5              |
| Francia     | Caroline Garcia    | 6        | 6              |
| Spagna      | Garbiñe Muguruza   | 7        | 7              |
| Rep. Ceca   | Petra Kvitová      | 8        | 8              |
| Rep. Ceca   | Karolína Plíšková  | 9        | 9              |
| Germania    | Julia Görges       | 10       | 10             |
| Lettonia    | Jeļena Ostapenko   | 11       | 11             |
| Russia      | Dar'ja Kasatkina   | 13       | 12             |
| Stati Uniti | Venus Williams     | 14       | 13             |
| Belgio      | Elise Mertens      | 15       | 14             |
| Australia   | Ashleigh Barty     | 16       | 15             |
| Giappone    | Naomi Ōsaka        | 17       | 16             |

* Le teste di serie sono basate sul ranking al 30 luglio 2018

### Altre partecipanti
Le seguenti giocatrici hanno ricevuto una wild card per il tabellone principale:
- Françoise Abanda
- Viktoryja Azaranka
- Eugenie Bouchard
- Carol Zhao

Le seguenti giocatrici sono passate dalle qualificazioni:

- Ana Bogdan
- Katie Boulter
- Caroline Dolehide
- Kirsten Flipkens
- Sesil Karatančeva
- Barbora Krejčíková
- Christina McHale
- Monica Niculescu
- Lucie Šafářová
- Carla Suárez Navarro
- Wang Qiang
- Sof'ja Žuk

La seguente giocatrice è entrata in tabellone come lucky loser:
- Mónica Puig

### Ritiri
Prima del torneo
- Dominika Cibulková → sostituita da  Aryna Sabalenka
- Madison Keys → sostituita da  Alison Van Uytvanck
- Garbiñe Muguruza → sostituita da  Mónica Puig
- Coco Vandeweghe → sostituita da  Sorana Cîrstea
- Serena Williams → sostituita da  Tatjana Maria

Durante il torneo
- Mihaela Buzărnescu
- Lesja Curenko

## Punti e montepremi

### Distribuzione punti
| Evento              | V    | F   | SF  | QF  | 3T  | 2T | 1T  | Q   | Q2  | Q1  |
| Singolare maschile  | 1000 | 600 | 360 | 180 | 90  | 45 | 10  | 25  | 16  | 0   |
| Doppio maschile     | 1000 | 600 | 360 | 180 | 90  | 0  | N/A | N/A | N/A | N/A |
| Singolare femminile | 900  | 585 | 350 | 190 | 105 | 60 | 1   | 30  | 20  | 1   |
| Doppio femminile    | 900  | 585 | 350 | 190 | 105 | 1  | N/A | N/A | N/A | N/A |

### Distribuzione premi in denaro
| Evento              | V          | F        | SF       | QF       | 3T      | 2T      | 1T      | Q2     | Q1     |
| Singolare maschile  | $1,020,425 | $500,340 | $251,815 | $128,050 | $66,490 | $35,055 | $18,930 | $4,360 | $2,220 |
| Singolare femminile | $501,975   | $243,920 | $122,190 | $58,185  | $28,030 | $14,360 | $7,745  | $3,150 | $1,905 |
| Doppio maschile     | $316,000   | $154,710 | $77,600  | $39,830  | $20,590 | $10,860 | N.D.    | N.D.   | N.D.   |
| Doppio femminile    | $143,600   | $72,534  | $35,910  | $18,075  | $9,170  | $4,530  | N.D.    | N.D.   | N.D.   |

## Campioni

### Singolare maschile
Rafael Nadal ha battuto in finale  Stefanos Tsitsipas con il punteggio di 6–2, 7–6(4).
- È l'ottantesimo titolo in carriera per Nadal, il quinto della stagione.

### Singolare femminile
Simona Halep ha battuto in finale  Sloane Stephens con il punteggio di 7–6(6), 3–6, 6–4.
- È il diciottesimo titolo in carriera per Halep, il terzo della stagione.

### Doppio maschile
Henri Kontinen /  John Peers hanno battuto in finale  Raven Klaasen /  Michael Venus con il punteggio di 6–2, 6(7)–7, [10–6].

### Doppio femminile
Ashleigh Barty /  Demi Schuurs hanno battuto in finale  Latisha Chan /  Ekaterina Makarova con il punteggio di 4–6, 6–3, [10–8].